# 堀江博久
堀江 博久（ほりえ ひろひさ、1970年3月24日 - ）は、日本のキーボーディスト、ギタリスト、編曲家、音楽プロデューサー。神奈川県横浜市出身。

## 人物
多くの支持を得る日本のキーボーディスト。奏者以外に音楽プロデューサー・編曲家として様々なアーティストを手掛けている。
多摩美術大学在学中から鍵盤楽器弾きとして、The I-spy、Freedom Suiteといったモッズ・シーンの伝説的なバンドで活動。ACROBAT BUNCH、Studio Apesでも活動した。大学では塚本功と同級、軽音楽部でバンドを組んでいた。大学卒業後、コーネリアス、EL-MALO、GREAT3、PLAGUES、カジヒデキ、カヒミ・カリィ、横山健、高橋幸宏、Caravan、Curly Giraffeなどのライブやレコーディングに参加する。キーボーディストとして、コーネリアス、LOVE PSYCHEDELICO、Cocco、木村カエラ、くるり、サディスティック・ミカ・バンド、MASTER LOW、MANNISH BOYSなどをサポートする一方、SINGER SONGER、Billy No Mates、pupa、the HIATUSなどのメンバーとしても活動。中でもコーネリアスとは1990年代からの付き合いで彼の主宰レーベルTRATTORIAからのリリースやバンドTHE CORNELIUS GROUPのメンバーとして長年ライブ活動を支えている。音楽的ルーツはクラシック・ロックやブラックミュージック。2013年に初ソロ作リリース。

## 来歴
1995年に松田岳二との音楽ユニットNEIL&IRAIZAを結成し、キーボードとボーカルを担当。
2005年、SNUFFのダンカン・レイモンドのソロプロジェクトであるBILLY NO MATESをHi-STANDARDの横山健らと手伝う。Coccoやくるりの岸田繁とSINGER SONGERを結成。
2006年、サディスティック・ミカ・バンドの再々結成アルバム「NARKISSOS」に参加。NHKホールにて一度きりのライブを行う。
2007年、THE CORNELIUS GROUPのメンバーとして「SENSUOUS SYNCHRONIZED SHOW」の世界ツアーに参加。夏、高橋幸宏の呼びかけにより結成されたpupaに参加。
2009年、細美武士が立ち上げたプロジェクトthe HIATUSのメンバーとして鍵盤楽器を担当、全楽曲を細美と共同でプロデュース。
2012年のツアーを最後に、the HIATUSから離れる。理由のひとつとして、自身のソロアルバム制作を挙げる。
2013年10月、キャリア初となるソロ・アルバム『AT GRAND GALLERY』をリリース。以後、ソロ、グループ問わず幅広く活動を展開。

## 楽曲提供
- 岩下清香
- 江口洋介
- EL-MALO
- カジヒデキ
- 加藤紀子
- カヒミ・カリィ
- 木村カエラ
- GREAT3
- 黒田マナブ
- 斉藤和義
- SISTERJET with DOTS＋BORDERS
- Chocolat
- 高橋幸宏
- HIROMIX
- LUI（杉村ルイ）

## 編曲・プロデュース
- 江口洋介（ニール & イライザとして編曲）
- くるり
- GREAT3
- Cocco
- the HIATUS（細美武士と共にプロデュース）
- SPANK HAPPY
- number0
- 一十三十一
- HIROMIX（Dots+Borders[注 1]としてプロデュース）
- LOVE PSYCHEDELICO
- Eri

## 参加したアーティスト
- 井出靖
- EL-MALO
- Original Love
- Curly Giraffe
- Girl It's U[注 2]
- カジヒデキ
- カヒミ・カリィ
- 木村カエラ
- Caravan
- CUBISMO GRAFICO
- くるり
- GREAT3
- コーネリアス
  - THE CORNELIUS GROUP[注 3]
- Cocco
- 斉藤和義
- Saku
- ザ・コレクターズ
- サディスティック・ミカ・バンド
- THE BEATNIKS
- 椎名林檎
- SISTER JET
- 杉村ルイ
- 高田漣
- 高橋幸宏
  - 高橋幸宏 with In Phase
- 花澤香菜
- 原田知世
- PLAGUES
- BONNIE PINK
- MASTER LOW
- MANNISH BOYS
- mi-gu
- ムッシュかまやつ
- 武藤昭平 with ウエノコウジ
- YUKI
- Ken Yokoyama
- LOVE PSYCHEDELICO
- Duncan Redmonds

## 所属グループ
The I-spy（アイ・スパイ）
黒田マナブがG&Voを担当するバンド。
STUDIO APES（スタジオエイプス）
The I-spyのメンバーだった、堀江、和田卓造（Dr.）、キタダマキ（B.）、及川浩志（Per.）らによって結成されたバンド。
ACROBAT BUNCH（アクロバットバンチ）
會田茂一（Vo. Gt）やLOW IQ 01（Vo. Bs）とともに活動。
FREEDOM SUITE
山下洋率いるバンド。NEIL&IRAIZAの2人も在籍した。
NEIL&IRAIZA
松田岳二との二人組ユニット。堀江自身が曲を書き、歌う。
DOTS＋BORDERS（ドッツ+ボーダーズ）
1998年にカジヒデキと結成した二人組ユニット。
SINGER SONGER
Coccoやくるりの岸田繁と結成したバンド。
Theかまどうま/エレクトリック・カマドウマ
くるりの岸田繁との二人組ユニット。
pupa
原田知世をボーカルに迎え、高橋幸宏を中心に高野寛、高田漣、権藤知彦らによって結成されたバンド。
the HIATUS
活動を休止したELLEGARDENの細美武士が立ち上げたプロジェクト。
UMU（Unidentified Mysterious Unit）
猪野秀史とのツイン・キーボードユニット。

## TV出演
- TOKYO SESSION –ROCKIN’GAMBLER– 第九夜（2019年3月17日、フジテレビNEXT)[16]